# Formación Elliot
La Formación Elliot en una formación geológica datada alrededor de 228 a 190 millones de años atrás. Pertenece al Carniense y Rhaetiense en el Triásico Superior y al Hetangiano y Sinemuriano durante el Jurásico Inferior. La Formación Elliot se encuentra en Sudáfrica y Lesoto y es miembro del Grupo Stormberg, por debajo de la Formación Clarens y encima de la Formación Molteno. Consiste principalmente en caliza, arenisca, y arcilla. Cuando se depositaron los sedimentos, el ambiente era un terreno inundable con dunas. Se la divide en dos partes, del Triásico Superior es la Formación Elliot inferior y la del Jurásico inferior, Formación Elliot superior.

## Fauna

### Formación Elliot Superior (200-190 millones de años)

#### Crustáceos
- Conchostraca

#### Peces
- Ceratodus

#### Anfibios
- Brachyopoidea indt.

#### Cinodontes
- Tritylodon
- Pachygenelus

#### Pterosaurios
- Pterosauria indt.

#### Crocodilomorfos
- Sphenosuchus
- Notochampsa
- Baroqueosuchus

#### Dinosaurios
- Abrictosaurus
- Aetonyx
- Antetonitrus
- Dracovenator
- Fabrosaurus
- Gryponyx
- Heterodontosaurus
- Lanasaurus
- Leptospondylus
- Lesothosaurus
- Lycorhinus
- Massospondylus
- Megapnosaurus
- Pachyspondylus
- Stormbergia
- Thecodontosaurus

#### Mamaliaformes
- Megazostrodon

### Formación Elliot inferior (228-200 millones de años)

#### Dinosaurios
- Aliwalia
- Blikanasaurus
- Eocursor
- Eucnemesaurus
- Euskelosaurus
- Likhoelesaurus
- Melanorosaurus
- Orinosaurus
- Orosaurus
- Plateosauravus

También se han encontrado rastros de icnitas, tanto de dinosaurios como de otros animales, y restos sin clasificar de lagartos, crocodilomorfos, etc.